# Cheshmeh Gandāb (ort i Iran)
Cheshmeh Gandāb (persiska: چِشمِه قَنداب, چِشمِه گَنداب, چَشمِه گَنداب, Cheshmeh Qandāb, چشمه گنداب) är en ort i Iran.   Den ligger i provinsen Hamadan, i den nordvästra delen av landet, 300 km väster om huvudstaden Teheran. Cheshmeh Gandāb ligger 1 562 meter över havet och antalet invånare är 305.
Terrängen runt Cheshmeh Gandāb är kuperad åt sydost, men åt nordväst är den platt. Terrängen runt Cheshmeh Gandāb sluttar västerut. Runt Cheshmeh Gandāb är det ganska tätbefolkat, med 86 invånare per kvadratkilometer. Närmaste större samhälle är Asadābād, 17,4 km norr om Cheshmeh Gandāb. Trakten runt Cheshmeh Gandāb består i huvudsak av gräsmarker.